# Всеукраїнський референдум (1991)
Всеукраїнський референдум 1991 року — загальнонаціональний референдум на території України щодо проголошення незалежності України. Відбувся 1 грудня 1991 року. На референдум винесли одне питання: «Чи підтверджуєте Ви Акт проголошення незалежності України?». Текст Акту, ухвалений Верховною Радою 24 серпня 1991 року, було наведено у виборчому бюлетені. Громадяни України висловились на підтримку незалежності. У референдумі взяли участь 31 891 742 особи — 84,18 % населення України. З них 28 804 071 особа (90,32 %) проголосувала «За».

## Організація
Верховна Рада України поклала підготовку всеукраїнського референдуму, підрахунок поданих голосів та підведення результатів голосування на Центральну виборчу комісію з виборів народних депутатів України, Комісію Кримської АРСР по виборах народних депутатів Кримської АРСР, обласні, районні, міські (крім міст районного підпорядкування), районні у містах комісії з виборів депутатів місцевих Рад народних депутатів та утворювані дільничні комісії з виборів Президента України.

## Перебіг

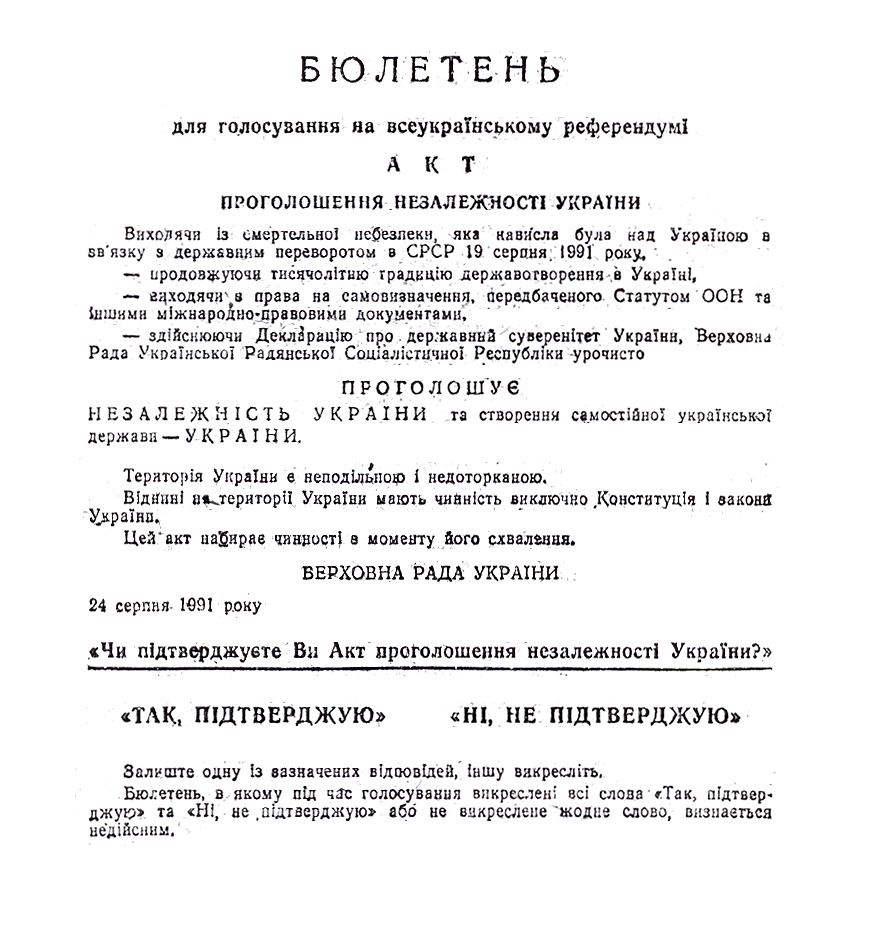
Бюлетень для голосування із вміщеним Актом проголошення незалежності України

Для проведення референдуму по всій Україні було створено 34 093 дільниць для голосування. 37 885 555 осіб було внесено до списків громадян, що мали право проголосувати. 31 943 820 осіб, або 84,32 % тих, хто мав право голосувати, отримали бюлетені для голосування. З них взяли участь в референдумі 31 891 742 особи, або 84,18 %.
Одночасно з референдумом проходили перші в історії незалежної держави Україна вибори Президента України.

## Результати
Акт проголошення незалежності України підтримали в усіх 27 адміністративних регіонах України: 24 області, 1 автономна республіка та 2 міста зі спеціальним статусом. До бюлетеня внесли запитання: «Чи підтверджуєте Ви Акт проголошення незалежності України?» Ствердно на це запитання відповіли 28 млн 804 тис. українців (або 90,32 %), взяли участь у голосуванні 31 млн 891 тис. громадян (або 84,18 %).
| Регіони | Голосували | Голосували | Так (осіб, %) | Так (осіб, %) | Ні (осіб, %) | Ні (осіб, %) | Недійсні | Недійсні |

| Області                   | осіб      | %     | осіб      | %     | осіб    | %     | осіб    | %    |
| ------------------------- | --------- | ----- | --------- | ----- | ------- | ----- | ------- | ---- |
| Вінницька область         | 1 301 765 | 91,41 | 1 242 244 | 95,43 | 39 387  | 3,03  | 20 134  | 1,55 |
| Волинська область         | 710 989   | 93,20 | 684 834   | 96,32 | 16 299  | 2,29  | 9856    | 1,39 |
| Дніпропетровська область  | 2 354 169 | 81,80 | 2 127 089 | 90,36 | 181 529 | 7,71  | 45 551  | 1,93 |
| Донецька область          | 2 957 372 | 76,73 | 2 481 157 | 83,90 | 372 157 | 12,58 | 104 058 | 3,52 |
| Житомирська область       | 1 000 425 | 90,53 | 950 976   | 95,06 | 35 798  | 3,58  | 13 651  | 1,36 |
| Закарпатська область      | 710 286   | 82,91 | 657 678   | 92,59 | 31 891  | 4,49  | 20 717  | 2,92 |
| Запорізька область        | 1 252 225 | 80,59 | 1 135 271 | 90,66 | 91 929  | 7,34  | 25 025  | 2,00 |
| Івано-Франківська область | 975 655   | 95,73 | 960 281   | 98,42 | 10 028  | 1,03  | 5346    | 0,55 |
| Київ                      | 1 537 585 | 80,35 | 1 428 001 | 92,88 | 81 246  | 5,28  | 28 338  | 1,84 |
| Київська область          | 1 259 129 | 88,02 | 1 202 773 | 95,52 | 36 086  | 2,87  | 20 270  | 1,61 |
| Кіровоградська область    | 813 833   | 88,07 | 764 053   | 93,88 | 35 613  | 4,38  | 14 167  | 1,74 |
| Кримська АРСР             | 1 036 190 | 67,50 | 561 498   | 54,19 | 437 505 | 42,22 | 37 187  | 3,59 |
| Луганська область         | 1 682 344 | 80,65 | 1 410 894 | 83,86 | 225 589 | 13,41 | 45 861  | 2,73 |
| Львівська область         | 1 915 597 | 95,24 | 1 866 921 | 97,46 | 35 671  | 1,86  | 13 005  | 0,68 |
| Миколаївська область      | 818 538   | 84,10 | 732 179   | 89,45 | 66 858  | 8,17  | 19 501  | 2,38 |
| Одеська область           | 1 412 228 | 75,01 | 1 205 755 | 85,38 | 163 831 | 11,60 | 42 642  | 3,02 |
| Полтавська область        | 1 206 801 | 91,87 | 1 145 639 | 94,93 | 44 308  | 3,67  | 16 854  | 1,40 |
| Рівненська область        | 757 151   | 92,99 | 726 575   | 95,96 | 19 369  | 2,56  | 11 207  | 1,48 |
| Севастополь               | 195 688   | 63,74 | 111 671   | 57,07 | 77 091  | 39,39 | 6926    | 3,54 |
| Сумська область           | 948 278   | 88,41 | 878 198   | 92,61 | 46 479  | 4,90  | 23 601  | 2,49 |
| Тернопільська область     | 836 667   | 97,10 | 825 526   | 98,67 | 6565    | 0,78  | 4576    | 0,55 |
| Харківська область        | 1 798 977 | 75,68 | 1 553 065 | 86,33 | 187 631 | 10,43 | 58 281  | 3,24 |
| Херсонська область        | 753 843   | 83,40 | 679 451   | 90,13 | 54 248  | 7,20  | 20 144  | 2,67 |
| Хмельницька область       | 1 059 021 | 93,44 | 1 019 813 | 96,30 | 27 743  | 2,62  | 11 465  | 1,08 |
| Черкаська область         | 1 040 971 | 90,17 | 999 603   | 96,03 | 28 703  | 2,76  | 12 665  | 1,22 |
| Чернівецька область       | 586 377   | 87,68 | 544 022   | 92,78 | 24 226  | 4,13  | 18 129  | 3,09 |
| Чернігівська область      | 969 638   | 90,78 | 908 904   | 93,74 | 39 774  | 4,10  | 20 960  | 2,16 |

| Україна | 31 891 742 | 84,18% | 28 804 071 | 90,32% | 2 417 554 | 7,58% | 670,117 | 2,10% |

## Наслідки

### Вшанування в топоніміці
Вулиця 1 Грудня — України, На честь Всеукраїнського референдуму щодо підтримки набуття Україною незалежності названо низку топонімів у різних населених пунктах. Це зокрема:
- Вулиця 1 Грудня в Голобах Волинської області.
- Вулиця 1 Грудня в місті Борова Київської області.
- Вулиця 1 Грудня в Бучачі Тернопільської області.
- Вулиця 1 Грудня в Зарічному Рівенської області.
- Вулиця 1 Грудня в Камінь-Каширському Волинської області.
- Вулиця 1 Грудня в Ковелі Волинської області.
- Вулиця 1 Грудня в Костополі Рівенської області.
- Вулиця 1 Грудня в Мостиськах Львівської області.
- Вулиця 1 Грудня в Облапах Волинської області.
- Вулиця 1 Грудня в Поточищі Вінницької області.
- Вулиця 1 Грудня в Раві-Руській Львівської області.
- Вулиця 1 Грудня в Снятині Івано-Франківської області.
- Вулиця 1 Грудня в Смілі Черкаської області.
- Вулиця 1 Грудня в Шацьку Волинської області.
- Провулок 1 Грудня в Ізяславі Хмельницької області.